# ケイデン・ネヴィル
ケイデン・ネヴィル（Cadeyrn Neville、1988年11月9日 - ）は、スーパーラグビー・パシフィック、ブランビーズに所属するラグビー選手。

## プロフィール
- オーストラリアマンリー出身。
- ポジションはロック(LO)。
- 身長 202cm、体重 123kg
- ニックネームはキッド。
- オーストラリア代表候補に選ばれたことがある[1]。

## 来歴
マンリーセレクティブキャンパス、メルボルン・ライジング、ブリスベンシティー、レベルズ、レッズを経て、2017年、豊田自動織機シャトルズ(現・豊田自動織機シャトルズ愛知)に加入。同年8月18日に行われたジャパンラグビートップリーグ第1節の近鉄ライナーズ戦に先発出場で公式戦初出場を果たした。
2020年、豊田自動織機シャトルズを退団後、同年、ブランビーズに加入。